# Витково (гмина)
Витково (пол. Witkowo) — гмина (уезд) в Польше, входит как административная единица в Гнезненский повет, Великопольское воеводство. Население — 13 532 человека (на 2004 год).

## Сельские округа
1. Хлондово
2. Чайки
3. Двердзин
4. Дембина
5. Фольварк
6. Гай
7. Гожиково
8. Яворово
9. Камёнка
10. Колачково
11. Маленин
12. Малахово-Кемпе
13. Малахово-Вежбичаны
14. Малахово-Злых-Мейсц
15. Монковница
16. Мельжын
17. Одровонж
18. Островите-Прымасовске
19. Пяски
20. Рухоцин
21. Рухоцинек
22. Скоженцин
23. Соколово
24. Стшижево-Витковске
25. Веково
26. Виткувко

## Прочие поселения
1. Гложыны
2. Керково
3. Крулевец
4. Кшижувка
5. Малахово-Шемборовице
6. Опилка
7. Попеляже
8. Рашево
9. Стары-Двур
10. Вежховиска

## Соседние гмины
1. Гмина Гнезно
2. Гмина Неханово
3. Гмина Орхово
4. Гмина Повидз
5. Гмина Стшалково
6. Гмина Тшемешно
7. Гмина Вжесня